# Stervorming

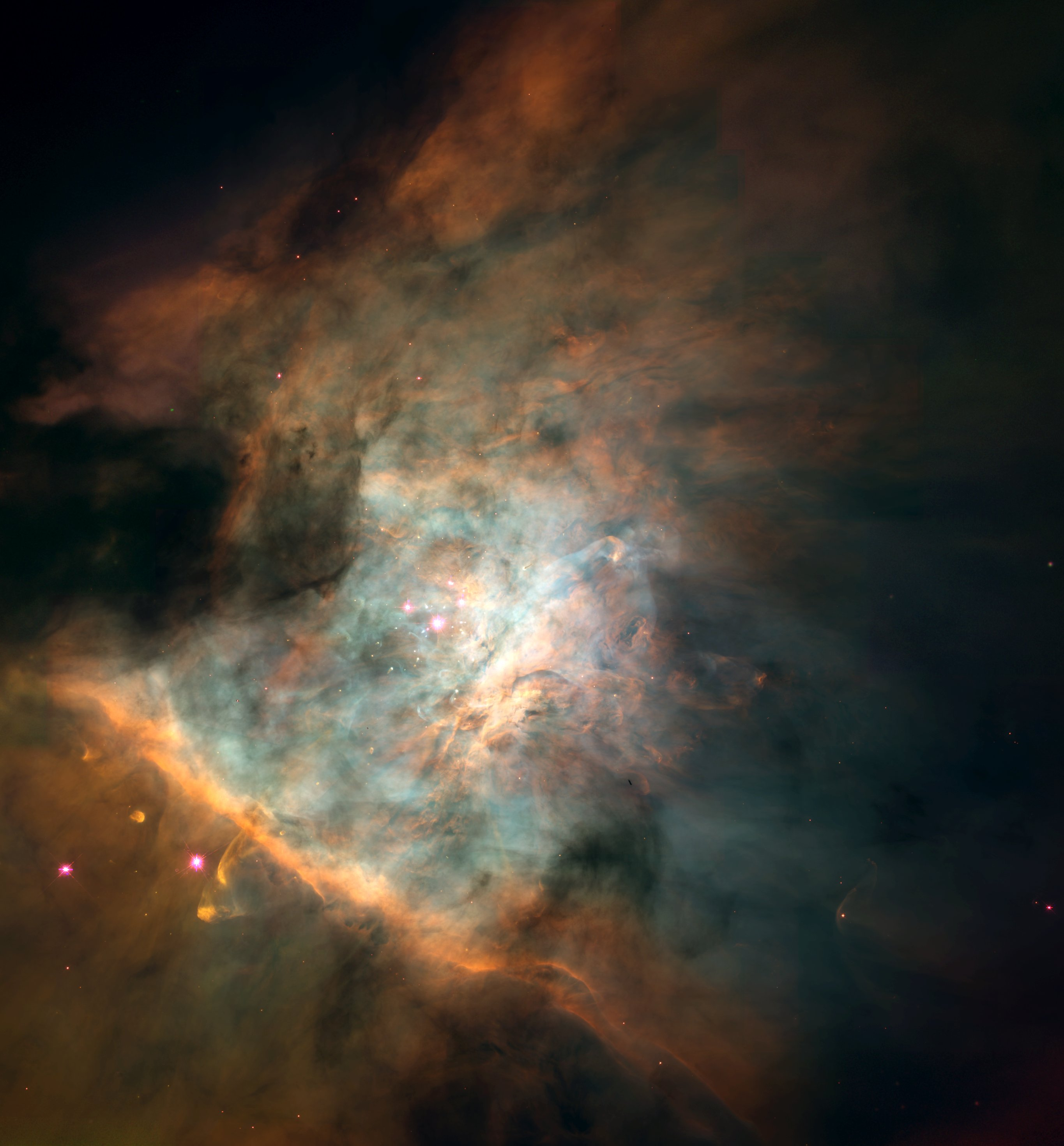
In en rond de Orionnevel (een HII gebied) vindt veel stervorming plaats

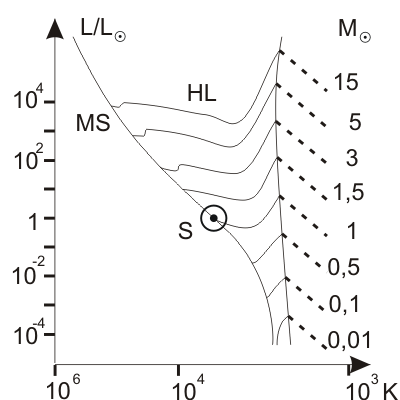
De ontwikkeling van sterren van verschillende massa in het Hertzsprung-Russelldiagram voordat ze op de hoofdreeks (MS) aangekomen zijn. Ze bewegen langs z.g. hayashi-tracks en henyey-tracks (HL) naar de hoofdreeks.

Stervorming is het proces waarin een wolk van gas onder invloed van zijn eigen zwaartekracht ineenstort tot een protoster en uiteindelijk een ster vormt.
Een ster ontstaat uit kernen (cores) in moleculaire gaswolken met een massa en dichtheid die groot genoeg zijn. 
Een moleculaire wolk zal in hydrostatisch evenwicht blijven zolang de kinetische energie van de gasdruk in evenwicht is met de potentiële energie van de interne gravitatiekracht. Mathematisch wordt dit uitgedrukt door het viriaaltheorema, wat zegt dat om in evenwicht te blijven de gravitationele potentiële energie gelijk moet zijn aan tweemaal de interne thermische energie. Als een wolk massief genoeg is zodanig dat de gasdruk niet groot genoeg is om haar te ondersteunen zal de wolk gravitationeel ineenstorten. De massa waarboven dit zal gebeuren wordt de jeansmassa genoemd. De jeansmassa hangt af van de temperatuur en dichtheid van de wolk.
Een deel van een dergelijke gaswolk kan zich, bijvoorbeeld onder invloed van een schokgolf, gaan samentrekken. Uit een dergelijke samentrekkende gaswolk ontstaat een ster, vaak ook een systeem van twee of meer sterren, of zelfs een open sterrenhoop.
Er wordt onderscheid gemaakt tussen de vorming van massieve sterren en van minder massieve sterren. Eerst ontstaat er een protoster (die zeer moeilijk waarneembaar zijn), die later evolueert tot een jong stellair object (young stellar object, YSO).
In het Hertzsprung-Russelldiagram bevinden protosterren zich op de zogenaamde 'birthline'. Daarna bewegen ze zich langs hayashi-tracks (volgens hun massa) verticaal naar beneden naar de hoofdreeks. Hayashi-tracks zijn genoemd naar de Japanse astronoom Chushiro Hayashi die stervorming theoretisch bestudeerd heeft. Bij een protoster op een Hayashi-track is het energietransport volledig convectief. Bij lichtere sterren blijft dit zo tot de ster op de hoofdreeks aankomt. Bij sterren zwaarder dan 0,5 zonnemassa wordt de interne temperatuur zo hoog dat de opaciteit kleiner wordt, en het energietransport door straling begint. Dan beweegt de jonge ster zich naar links in het Hertzsprung-Russell-diagram langs een henyey-track (genoemd naar Louis G. Henyey).
Massieve sterren (met spectraalklasse O en B) ioniseren zodra ze gevormd zijn de resterende moleculaire wolk. De geïoniseerde materie is zichtbaar als een H-II-gebied. In het begin bevindt de ster zich nog in het dichte gas waaruit ze gevormd is, en is er een ultra-compact HII-gebied, wat alleen zichtbaar is in radiostraling, en in het ver-infrarood. Vaak is zo'n gebied geassocieerd met interstellaire masers. Later wordt dit gebied groter en wordt het HII gebied ook in het optische gebied zichtbaar (zoals de Orionnevel).
Een ster als de zon begint zijn leven als een T Tauri-ster. In een Hertzsprung-Russelldiagram liggen deze rechts van de hoofdreeks, ze zijn relatief gezien lichtsterker, groter en koeler dan hoofdreekssterren. Deze sterren stralen sterk in het infrarood, en worden omringd door een schijf van stof, waaruit een planetenstelsel kan ontstaan. Vaak zijn T Tauri-sterren geassocieerd met Herbig-Haro-objecten.
De T Tauri-ster wordt geleidelijk kleiner en heter, totdat de kern een temperatuur van 10 miljoen kelvin bereikt, en de ster op de hoofdreeks uitkomt. Het hele traject van moleculaire gaswolk tot beginnende hoofdreeksster duurt voor een ster als de zon ongeveer 35 miljoen jaar.